# Magdeburg Challenger 1997
Il Magdeburg Challenger 1997 è stato un torneo di tennis facente parte della categoria ATP Challenger Series nell'ambito dell'ATP Challenger Series 1997. Il torneo si è giocato a Magdeburgo in Germania dal 24 febbraio al 2 marzo 1997 su campi in sintetico indoor.

## Vincitori

### Singolare
Petr Luxa ha battuto in finale  Kevin Ullyett con il punteggio di 6–3, 2–6, 7–5

### Doppio
Trey Phillips /  Chris Wilkinson hanno battuto in finale  Petr Luxa /  Tomáš Anzari con il punteggio di 6–3, 6–4